# John M. Shalikashvili

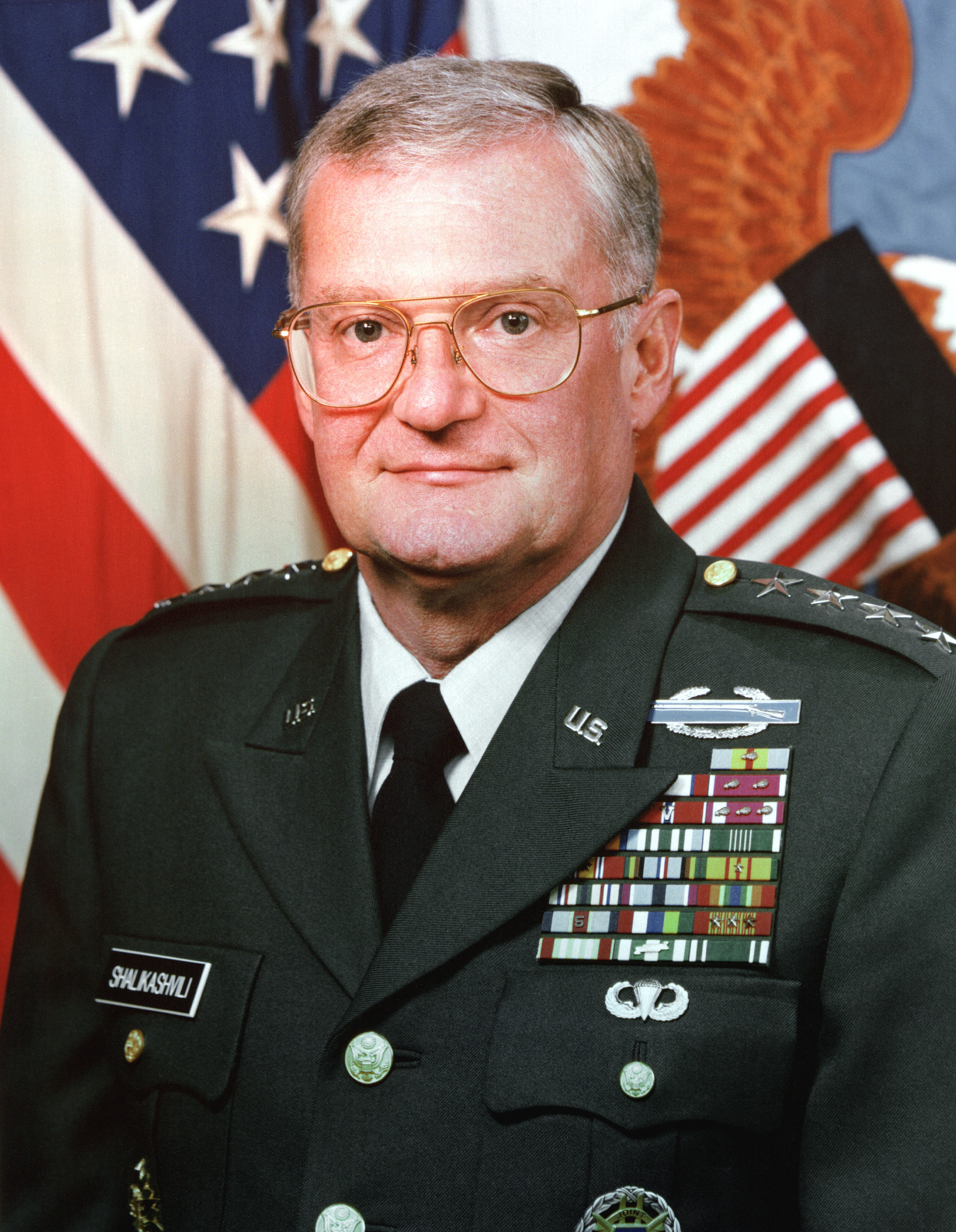
John M. Shalikashvili (1993)

John Malchase David Shalikashvili (georgisch ჯონ მალხაზ შალიკაშვილი; * 27. Juni 1936 in Warschau, Polen; † 23. Juli 2011 in Tacoma, Washington, USA; Spitzname: „Shali“) war ein US-amerikanischer General der United States Army.
Shalikashvili war von 1993 bis 1997 Vorsitzender des Vereinigten Generalstabs der US-Streitkräfte. In seine Amtszeit als Generalstabschef fällt die Veröffentlichung des Strategiepapiers Joint Vision 2010, welche den theoretischen Überbau für die bisher größte Transformation der US-Streitkräfte in ihrer Geschichte hin zur vernetzten Operationsführung darstellt.

## Leben

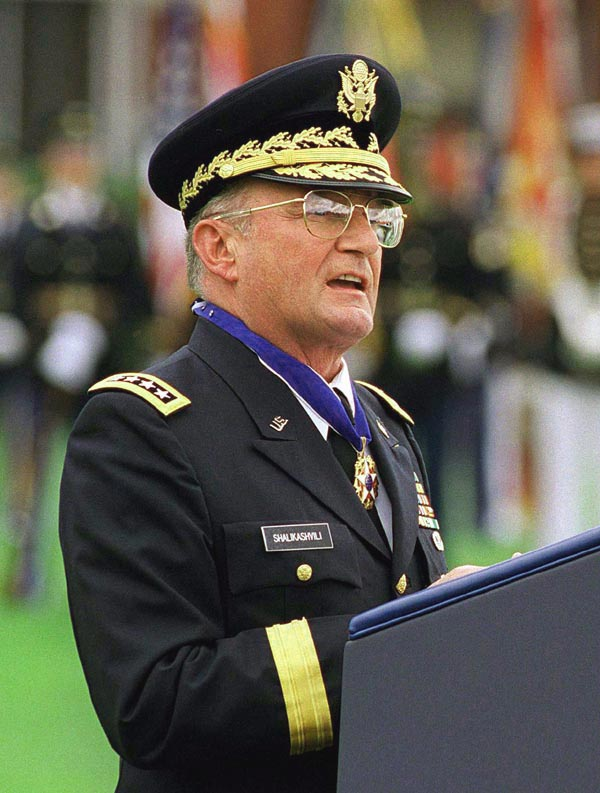
John M. Shalikashvili während seiner Abschiedszeremonie am 30. September 1997

John M. Shalikashvili wurde in Warschau als Sohn georgischer Eltern geboren. Sein Vater, Demetre (Dimitri), war von 1918 bis 1921 Oberstleutnant in der Armee der Demokratischen Republik Georgien. Beide Eltern flohen nach der Besetzung Georgiens durch die Russische SFSR 1921 nach Polen. Sie trafen sich in Warschau und bekamen dort ihre drei Kinder, Othar, John und Gale.
Shalikashvilis Vater wurde Offizier der polnischen Armee und kämpfte im September 1939 gegen die deutsche Invasion. Nach Hitlers Angriff auf die Sowjetunion 1941 trat er der Georgischen Brigade bei, einer Gruppe expatriierter Kämpfer, die das erklärte Ziel hatten, Georgien von der Sowjetunion zu befreien. Die Einheit wurde allerdings der deutschen SS unterstellt und in die Normandie verlegt. Demetre wurde schließlich von den Briten gefangen genommen und in einem Kriegsgefangenenlager bis nach dem Ende des Kriegs gefangen gehalten.
Unterdessen lebten Shalikashvili, seine Mutter und seine beiden Geschwister in Warschau. Als 1944 die Rote Armee näher rückte, floh die Familie nach Pappenheim, wo sie acht Jahre lebte und später den Vater Demetre wieder traf. Von Pappenheim aus besuchte er bis zur Auswanderung das Gymnasium in Weißenburg. 1952 wanderte die Familie nach Peoria, Illinois in die USA aus. Sie wurden von Winifred Luthy, der Frau eines lokalen Bankiers, finanziell unterstützt. Sie war früher mit einem Vetter Demetres verheiratet.
Die Familie Luthy und die anglikanische Kirche hatten der Familie Shalikashvili geholfen, Arbeit und Wohnung zu finden. Demetre fand schließlich bei der Central Illinois Light Company Arbeit und die Mutter Maria wurde Sachbearbeiterin bei der Commercial National Bank. Als John in Peoria ankam, sprach er nur wenig Englisch. Er erinnert sich so daran:

„Ich sprach ein wenig Englisch. Aber nicht viel mehr außer ‚ja‘ und ‚nein‘ und wie viel Uhr es ist. Und die Behauptung, dass ich Englisch erlernte, indem ich John Wayne-Filme sah, entspricht nur einem Teil der Wahrheit. Vielmehr ging ich nach Schulschluss ins Kino. Dort hatte ich durch die englischen Filme die Sprache gelernt. […] Das erste Mal hatte ich nicht besonders viel verstanden, aber beim zweiten Mal war das schon besser. Damals waren viele Filme mit John Wayne oder waren mindestens Wild-West-Filme.“

Shalikashvili besuchte die High School von Peoria. Anschließend ging er auf die Bradley University und erwarb im Juni 1958 einen Bachelor im Maschinenbau. Dort war er Mitglied der Verbindung Theta Chi.
Im Mai 1958 wurden Shalikashvili und seine Familie US-amerikanische Staatsbürger. Es war die erste Staatsbürgerschaft, die Shalikashvili überhaupt besaß. Vorher war er als Flüchtling staatenlos.

### Militärische Laufbahn

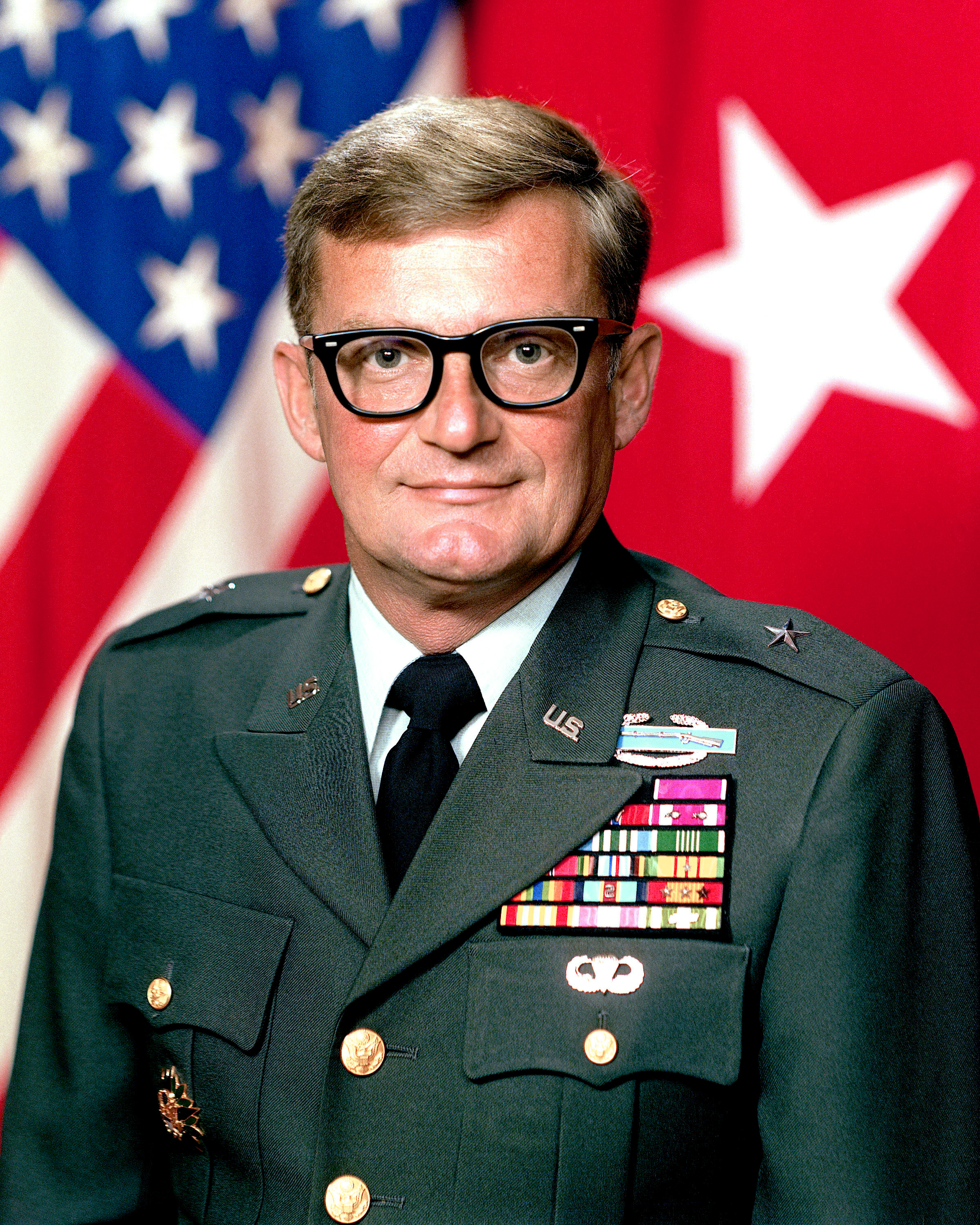
John M. Shalikashvili (1984)

Nach seiner Ausbildung hatte Shalikashvili eine Karriere bei Hyster Lift Truck geplant, er erhielt aber im Juli 1958 seinen Einberufungsbescheid und trat in die United States Army ein. Als Private bewarb sich für die Officer Candidate School (OCS). Nach Abschluss dieser diente er als Second Lieutenant einer Artillerieeinheit in Alaska. Nach der Artillerieschule in Fort Bliss wurde er nach Deutschland zum 32. Luftverteidigungskommando versetzt.
1968 wurde er, als vergleichsweise junger Major, nach Vietnam als Senior District Advisor (Berater für südvietnamesische Truppen) versetzt, ab 1970 diente er in verschiedenen Artillerieeinheiten in Fort Lewis und wurde 1972 schließlich nach Korea versetzt. 1975 erhielt er seinen ersten Kommandeursposten beim 1. Bataillon, 84. Feldartillerieregiment der 9. US-Infanteriedivision in Fort Lewis, Washington. 1978 wurde er nach Italien versetzt, wo er den Posten des stellvertretenden Stabschefs der dortigen Southern European Task Force übernahm. 1979 wurde er Kommandeur der Artillerie der 1. US-Panzerdivision in Deutschland. Im September 1981 wurde Shalikashvili ins Verteidigungsministerium der Vereinigten Staaten berufen, um dort als Vorsitzender einer militärisch-politischen Verbindungseinheit zu fungieren. 1983 zum Brigadier General befördert, kehrte er ein Jahr später wieder nach Deutschland zurück, um als stellvertretender Kommandeur der 1. US-Panzerdivision in Fürth und als Kommandeur der Nuernberg Military Community zu dienen.
1986 diente er als Chef der Kommission für strategische Pläne und Ausführungen beim Generalstab der US Army im Pentagon. Danach übernahm er 1987 das Kommando über die 9. US-Infanteriedivision, 1989 wurde er Lieutenant General und stellvertretender Kommandeur der 7. US-Armee in Europa. 1991 kommandierte er die Operation Provide Comfort, die den Kurden im Nordirak Schutz und Unterstützung vor Saddam Husseins Armee bieten sollte.
1992 wurde er zum Supreme Allied Commander Europe (Oberbefehlshaber der NATO-Truppen in Europa) ernannt und übernahm damit gleichzeitig das Kommando über das US European Command. Kurz darauf, am 25. Oktober 1993 wurde er von Präsident Bill Clinton zum Vorsitzenden des Vereinigten Generalstabs der US-Streitkräfte ernannt. Shalikashvili war der erste nicht in den Vereinigten Staaten geborene Vorsitzende. Im September 1997 trat er nach 38 Dienstjahren in den Ruhestand.

### Leben nach dem Militär
Shalikashvili war Gastprofessor an der Stanford University und Berater John Kerrys bei der US-Präsidentschaftswahl 2004. Er arbeitete sowohl als leitender Direktor von Boeing als auch als Direktor der Frank Russell Trust Company, L-3 Communication Holdings, Plug Power und der United Defense Industries.
Er erlitt am 7. August 2004 einen Schlaganfall. John Shalikashvili wurde 75 Jahre alt und starb am 23. Juli 2011 an den Komplikationen eines Gehirnschlags im Madigan Army Medical Center in Tacoma, Washington.

## Dienst in Deutschland
Shalikashvili war neben Walter Krueger und George Kenney einer der drei Generale in der Geschichte der US Army, die nicht in den Vereinigten Staaten geboren waren. Shalikashvili wurde als Kommandeur der Nuernberg Military Community in der Mitte der 1980er Jahre sowohl von den Soldaten als auch von der deutschen Bevölkerung und Politikern sehr geschätzt, da er sich um die Belange aller kümmerte und befriedigende Kompromisse fand. So setzte er sich für die lokale Wirtschaft und auch für den Umweltschutz ein. Für letzteres Engagement erhielt er mehrere Auszeichnungen, unter anderem vom Bund für Umwelt und Naturschutz.
Bei seiner Ankunft und in seinen ersten Diensttagen als Kommandeur in Deutschland taten sich einige Journalisten nicht leicht mit dem Namen des neuen Generals. So wurde er kurzerhand als „Schaschlik-Willy“ bekannt.
Die Denkfabrik National Bureau of Asian Research widmete Shalikashvili im Jahr 2006 eine hausinterne Professur mit der Bezeichnung John M. Shalikashvili Chair in National Security Studies (ungefähre dt. Übersetzung: „John-M.-Shalikashvili-Professur in Studien zur nationalen Sicherheit“).

## Auszeichnungen
Auswahl der Dekorationen, sortiert in Anlehnung der Order of Precedence of Military Awards:
- Presidential Medal of Freedom
- Defense Distinguished Service Medal (4 ×)
- Army Distinguished Service Medal
- Legion of Merit (3 ×)
- Bronze Star (4 ×)
- Meritorious Service Medal
- Joint Service Commendation Medal
- Army Commendation Medal
- National Defense Service Medal (2 ×)
- Southwest Asia Service Medal (2 ×)
- Humanitarian Service Medal
- Orden des Weißen Löwen (Ausprägung unbekannt)
- Großkreuz des Verdienstordens der Republik Polen
- Verdienstkreuz der kanadischen Streitkräfte

1995 erhielt er die Lucius D. Clay Medaille.